# Chrysobothris leonhardi
Chrysobothris leonhardi – gatunek chrząszcza z rodziny bogatkowatych i podrodziny Buprestinae.

## Taksonomia
Takson ten opisany został po raz pierwszy w 1916 roku przez Jana Obenbergera na łamach „Wiener entomologische Zeitung” jako odmiana zrąbienia dębowca. Jako lokalizację typową wskazano Bułgarię. W 1934 roku wyniesiony został przez Obenbergera do rangi osobnego gatunku. W drugiej połowie XX wieku część autorów uznawała go za podgatunek zrąbienia dębowca. Redeskrypcji C. leonhardi dokonał w 1989 roku Jiří Kolibáč na łamach „Deutsche Entomologische Zeitschrift”.
W obrębie tego gatunku wyróżnia się dwa podgatunki:
- Chrysobothris leonhardi leonhardi Obenberger, 1916
- Chrysobothris leonhardi turcica Magnani, 1996

## Morfologia
Chrząszcz o ciele długości od 9 do 11 mm, w zarysie nieco krótszym i szerszym niż u zrąbienia dębowca. Wierzch ciała jest dwubarwny. Głowa i przedplecze są złociste do metalicznie czerwonopurpurowych, zawsze z zielonymi obwódkami oczu i krawędziami przedplecza. Pokrywy są metalicznie ciemnoniebieskie do czarniawych z trzema parami złocistożółtawych dołków. Spód ciała jest metalicznie niebieskozielony z ognistoczerwonymi bokami sternitów.
Powierzchnia głowy jest gęsto punktowana z wyjątkiem niepunktowanej V-kształtnej płytki na ciemieniu. Białe włoski porastają poprzeczną wypukłość czoła. Czułki są lekko zakrzywione i mają wydłużone człony pierwszy i trzeci. Barwa czułków oprócz czerwonego pierwszego członu jest niebieskozielona. Poprzeczne przedplecze ma prawie równoległe brzegi boczne. Tarczka ma obrys trójkąta równobocznego. Na powierzchni pokryw występują słabiej niż u zrąbienia świerkowego zaznaczone żeberka podłużne, zwłaszcza w przedniej połowie i po bokach pokryw wypłaszczone. Przestrzenie między żeberkami są regularnie, drobno, gęsto punktowane i pozbawione zmarszczek. Na każdej pokrywie znajdują się trzy okrągłe dołki o mniejszych niż u zrąbienia sosnowego i C. solieri rozmiarach; przedni z nich leży niedaleko tarczki, a środkowy i tylny są węższe niż dwie przestrzenie między żeberkami. Brzegi boczne pokryw w tylnych ⅔ są piłkowane mocniej niż u zrąbienia dębowca. Przedpiersie wypuszcza szeroki wyrostek międzybiodrowy z trzema ząbkami, z których boczne nie są krótsze niż środkowy. Odnóża przedniej pary mają silnej budowy uda z mocnym, tępym zębem skierowanym ku przodowi. Odnóża tylnej pary odznaczają się stopami o członie pierwszym niemal tak długim jak trzy następne razem wzięte.
Odwłok u samca ma siódmy sternit na tylnej krawędzi głęboko, półokrągło wykrojony z parą dość tępych, zbieżnych kolców w narożach. U samicy sternit ten również ma tylną krawędź półokrągło wykrojoną, jednak kolce są równoległe do lekko rozbieżnych. Genitalia samca cechują się obecnością dziewięciu par ząbków brzeżnych na bokach tępo zakończonego fallusa. Pokładełko samicy jest krótsze niż u zrąbienia dębowca.

## Ekologia i występowanie
Owad ten jest polifagiem. Kambiofagiczne larwy żerują pod korą dębów, orzecha włoskiego i śliw. Wyrośnięte larwy znajdywane były w gałęziach o średnicy od 3 do 5 cm.
Gatunek palearktyczny, subendemit bałkański. Podgatunek nominatywny znany jest ze Słowacji, Węgier, Chorwacji, Bułgarii, Macedonii Północnej i Grecji. Podgatunek C. l. turcica występuje endemicznie w Turcji.